# Anna Winter - In nome della giustizia
Anna Winter - In nome della giustizia (Unschuldig) è una serie televisiva tedesca trasmessa da ProSieben dal 23 aprile al 9 luglio 2008.
In Italia è andata in onda per la prima volta su Rai 2 nell'estate 2009.

## Trama
A Berlino l'avvocato Anna Winter e la sua squadra sono specializzati nel riaprire casi giudiziari ormai passati in giudicato laddove ci sia il sospetto che un innocente sia stato condannato ingiustamente.

## Episodi
| Stagione       | Episodi | Prima TV originale | Prima TV Italia |
| -------------- | ------- | ------------------ | --------------- |
| Prima stagione | 12      | 2008               | 2009            |

## Personaggi e interpreti
- Anna Winter, interpretata da Alexandra Neldel, doppiata da Chiara Colizzi.
Avvocatessa professionale, fredda ed estremamente riservata – a tal punto che perfino i suoi collaboratori non conoscono nulla della sua vita privata – è rimasta segnata dalla morte del padre, suicidatosi in carcere dove era detenuto da innocente con l'accusa di aver assassinato la sua segretaria, e dal rimorso per aver dubitato di lui.
- Marco Lorenz, interpretato da Clemens Schick, doppiato da Alessio Cigliano.
Ex poliziotto, sospeso dal servizio per maltrattamenti dopo cinque anni di lavoro. Una grave malattia (l'anomalia di Ebstein, che tiene segreta a tutti) gli lascia ancora pochi anni di vita, che vive senza preoccuparsi molto di rispettare le regole. Dal fascino seducente, passa frequentemente da una donna all'altra.
- Sebastian Krüger, interpretato da Erhan Emre, doppiato da Francesco Bulckaen.
Scienziato dal carattere tranquillo ed educato, è impegnato nella ricerca sulle proteine per terapie anticancro.
- Isabella Prado Falcon, interpretata da Loretta Stern, doppiata da Francesca Fiorentini.
Immigrata cilena allegra e vivace allontanatasi dal suo paese dopo una condanna per possesso di droga, che il marito aveva messo in gran quantità nella sua valigia.
- Fabian, interpretato da Atto Suttarp, doppiato da Luigi Ferraro.
Esperto informatico, fornisce consulenze quando si tratta di ottenere o elaborare informazioni attraverso i computer. È sempre molto galante verso le donne della squadra.

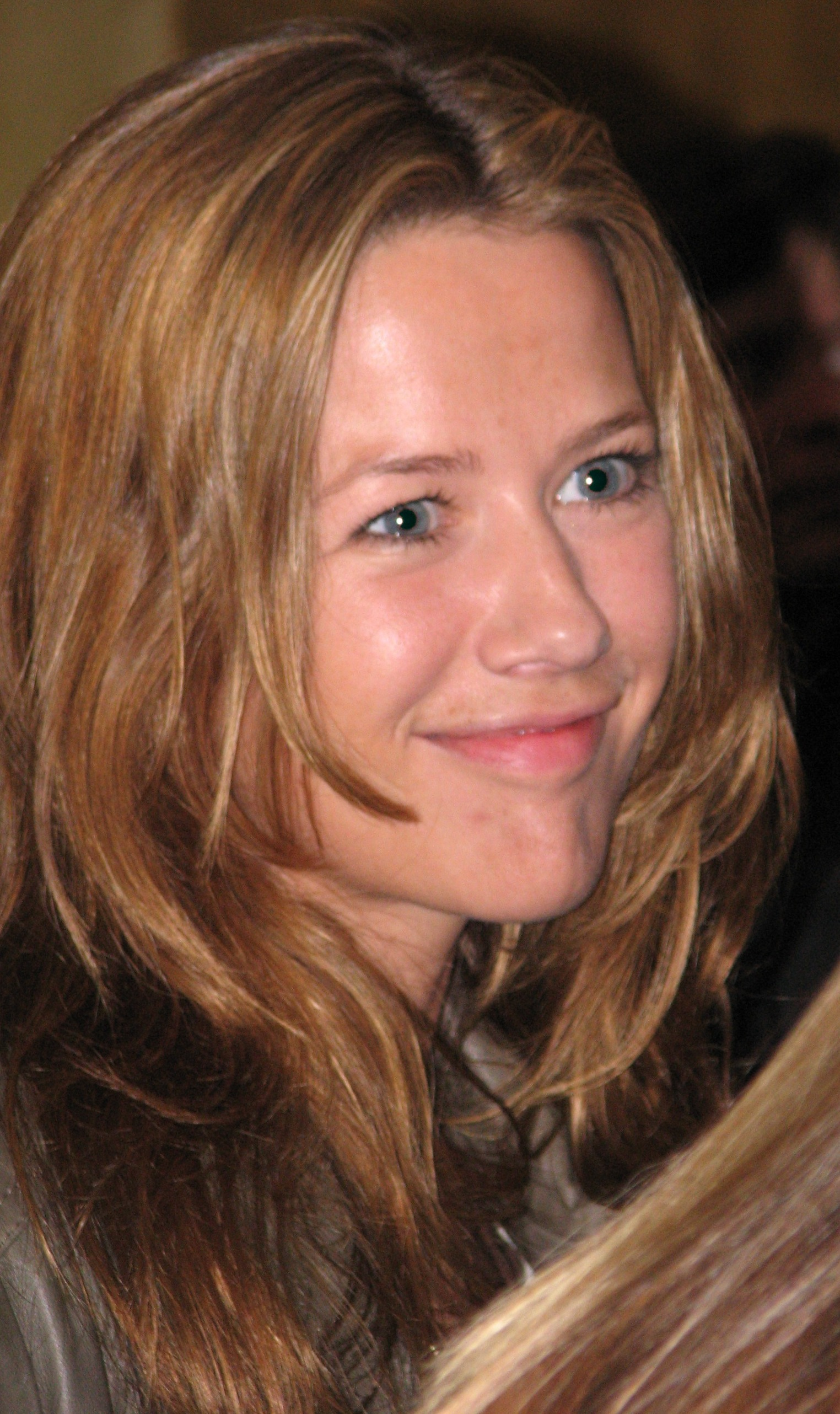
Alexandra Neldel interpreta Anna Winter
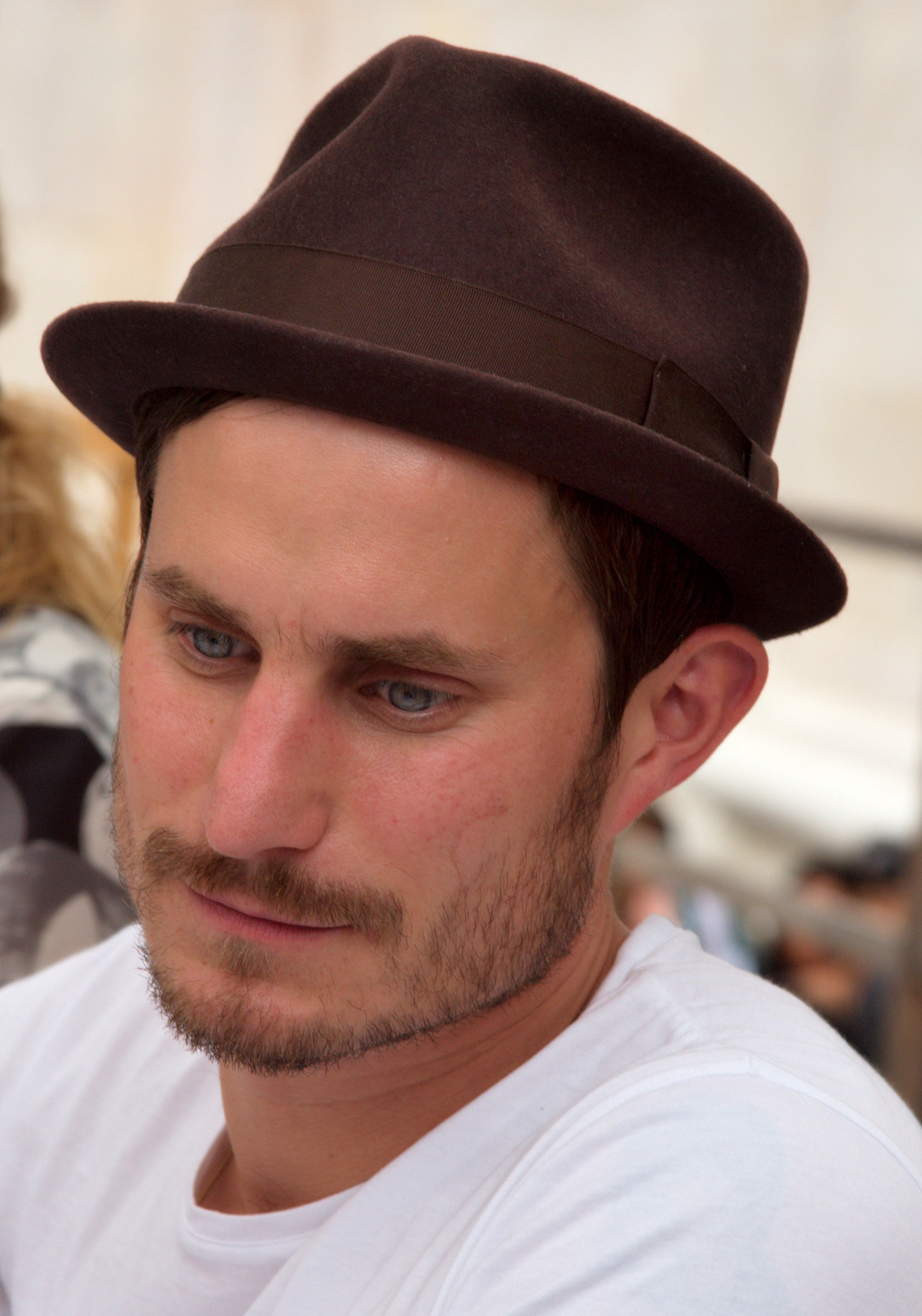
Clemens Schick interpreta Marco Lorenz
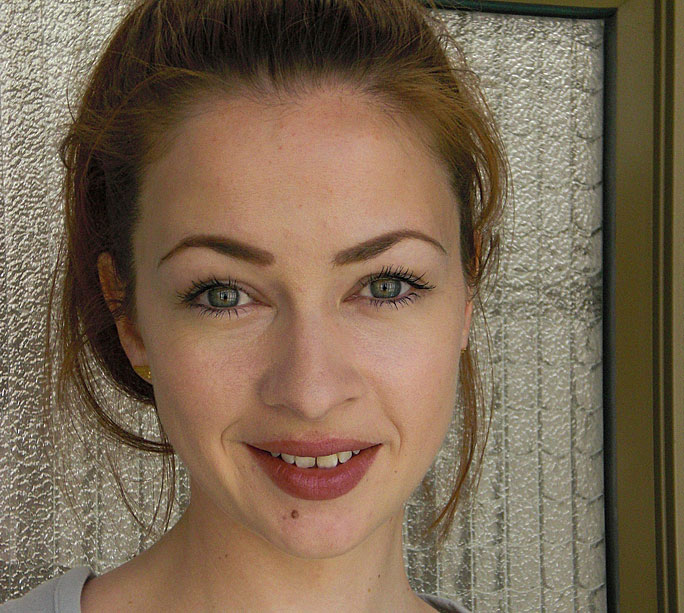
Loretta Stern interpreta Isabella Prado Falcon

## Produzione
Le riprese sono iniziate nel luglio 2007 a Berlino.

## Premi
Il 9 maggio 2008 Alexandra Neldel ha vinto il Bayerische Fernsehpreis (Premio TV dello stato federale bavarese) come migliore attrice in una serie televisiva.

Nello stesso anno il cameraman Michael Schreitel ha vinto il Deutscher Kamerapreis (premio nazionale di categoria) per il suo lavoro nel primo episodio.

## Seguiti
Ancora prima dell'inizio delle trasmissioni si stava progettando una seconda stagione, per la quale il cast principale era già stato opzionato. Gli altalenanti risultati negli ascolti indussero prima a rinviare le riprese e poi a convertire la stagione in due film per la televisione della durata di 90 minuti ciascuno, girati nell'estate del 2009. Il titolo originario Unschuldig non venne riproposto, ma sostituito con Killerjagd (Caccia al killer). I film sono:
- Anna Winter: Caccia al killer (Killerjagd – Töte mich, wenn du kannst), trasmesso da ProSieben il 21 settembre 2009 e da Rai 2 il 28 agosto 2010.
- Anna Winter: Colpevole di omicidio (Killerjagd – Schrei, wenn du dich traust), trasmesso da Prosieben l'8 febbraio 2010 e da Rai 2 il 4 settembre 2010.

Del cast originario solo Alexandra Neldel e Clemens Schick hanno preso parte a questi due seguiti.